# Genki Nakayama
Genki Nakayama (Yamaguchi, 15 september 1981) is een Japans voetballer.

## Carrière
Genki Nakayama speelde tussen 2000 en 2010 voor Sanfrecce Hiroshima, Consadole Sapporo en Shonan Bellmare. Hij tekende in 2011 bij Renofa Yamaguchi.